# 扎季西夫卡
48°3′47″N 22°59′21″E / 48.06306°N 22.98917°E
扎季西夫卡（烏克蘭語：Затисівка），是烏克蘭西部的村莊，隸屬外喀爾巴阡州的貝雷霍韋區。該村面積1.34平方公里，海拔高度126米，2001年人口528，人口密度每平方公里395人。